# کریگ فلمینگ
کریگ فلمینگ (انگلیسی: Craig Fleming؛ زادهٔ ۶ اکتبر ۱۹۷۱) بازیکن فوتبال اهل بریتانیا است.
از باشگاه‌هایی که در آن بازی کرده‌است می‌توان به باشگاه فوتبال ولورهمپتون واندررز، باشگاه فوتبال نوریچ سیتی، باشگاه فوتبال اولدهام اتلتیک، و باشگاه فوتبال روترهام یونایتد اشاره کرد.